# Monti Mackay
I monti Mackay sono una catena montuosa situata nella parte nord-occidentale della Terra di Marie Byrd, in Antartide. Sita in particolare sulla costa di Ruppert, la catena, che fa parte del più vasto gruppo delle catene Ford, si estende per circa 15 km in direzione est-ovest a sud dei monti Allegheny e la sua vetta più alta è quella del monte Monson, che arriva a 1154 m s.l.m..

## Storia
Scoperti nel 1934 durante ricognizioni aeree effettuate nel corso della spedizione antartica comandata da Richard Evelyn Byrd e successivamente cartografate grazie a ricognizioni aeree e terrestri condotte dal Programma Antartico degli Stati Uniti d'America tra il 1939 e il 1941, i monti Mackay sono stati così battezzati in onore di Clarence Mackay, presidente della Postal Telegraph and Mackay Radio Companies, che fu tra i finanziatori delle spedizioni di Byrd.